# Liaison (Sprachwissenschaft)
Im Französischen – und teilweise auch in anderen Sprachen – bezeichnet Liaison (frz. ‚Bindung‘; deutsch auch Mitbindung) das Auftreten von in anderen Kontexten stummen Konsonanten am Wortende, wenn das folgende Wort mit einem Vokal anlautet und mit dem vorangehenden eine prosodische Einheit (z. B. phonologische Phrase oder Intonationsphrase) bildet. Es handelt sich um einen externen Sandhi.
Typographisch wiedergegeben wird die Liaison entsprechend dem Internationalen Phonetischen Alphabet durch den Liaisonbogen (◌‿◌ Unicode UNDERTIE U+203F). Dieser ist nicht zu verwechseln mit dem kombinierenden (untergesetzten) Zeichen für den Ligaturbogen (◌͜◌ Unicode COMBINING DOUBLE BREVE BELOW U+035C). Beide Zeichen haben im IPA-Alphabet allerdings dieselbe Nummer: 509.
Man unterscheidet obligatorische, fakultative und falsche Liaison:
Obligatorische Liaison
- Innerhalb der Nominalphrase ist die Liaison obligatorisch zwischen dem Nomen vorausgehenden Determinative und dem Nomen (auch zwischen den Determinanten): les‿enfants, deux‿ours
- zwischen einem Personalpronomen bzw. einem Indefinitpronomen und dem Verb: nous‿avons, elles‿aiment, bei Inversion: ont-ils, allons-y
- in bestimmten festen Wendungen: c’est‿-à-dire, de temps‿en temps, États‿-Unis, non‿-agression, petit‿ à petit, peut‿-être, le pied‿-à-terre, premier‿avril

Fakultative Liaison
Sofern die Liaison nicht verboten oder nötig ist, kann sie vor allem in gepflegter Sprache durchgeführt werden. Besonders häufig ist sie beim metrischen Vortrag (Gedichte, Lieder).
fakultativ ist die Liaison unter anderem in folgenden Fällen:
- nach Präpositionen: sous un abri
- nach modifizierendem Adverb: pas encore, trop heureux, très aimable

Falsche bzw. verbotene Liaison
Nicht gestattet ist die Liaison:
- nach bestimmten Wörtern wie et, toujours, vers
- nach einem Substantiv im Singular: sujet intéressant, un savant anglais ‚ein englischer Wissenschaftler‘ (im Gegensatz zu un savant‿Anglais ‚ein gelehrter Engländer‘ mit savant als vorangestelltes Adjektiv)
- wenn das Wort auf mehr als einen Konsonanten endet, wovon nur der letzte stumm ist: il perd un ami, je prends part à votre deuil
- in bestimmten festen Wendungen: nez à nez, corps à corps
- vor bestimmten Wörtern, die mit stummem h beginnen (h aspiré): les haricots, ils halètent, les handicapés
- vor präpositionaler Ergänzung innerhalb von Nominalphrasen,
- zwischen Nomen im Singular (Subjekt) und Verb: le chat est parti
- zwischen Interrogativpronomen und Verb,
- nach der Endung der zweiten Person Singular: tu parles aimablement